# ریکاردو کوکوزا
ریکاردو کوکوزا (انگلیسی: Riccardo Cocuzza؛ زادهٔ ۲۷ ژانویهٔ ۱۹۹۳) بازیکن فوتبال اهل ایتالیا است.
از باشگاه‌هایی که در آن بازی کرده‌است می‌توان به باشگاه فوتبال اینتر میلان و باشگاه فوتبال پارما اشاره کرد.